# Blythipicus rubiginosus
A Blythipicus rubiginosus a madarak (Aves) osztályának harkályalakúak (Piciformes) rendjébe, ezen belül a harkályfélék (Picidae) családjába tartozó faj.

## Előfordulása
Brunei, Indonézia, Malajzia, Mianmar és Thaiföld területén honos. A természetes élőhelyei a szubtrópusi és trópusi párás síkvidéki erdők és szubtrópusi vagy trópusi nedves hegyvidékek.